# Pârâul Mare, Olt
Pârâul Mare este un curs de apă, afluent al râului Olt. 